# 三島雅夫
三島 雅夫（みしま まさお、1906年〈明治39年〉1月2日 - 1973年〈昭和48年〉7月18日）は、日本の俳優。本名・長岡 正雄（ながおか まさお）。

## 略歴
東京都で生まれ、新潟県三島郡与板町（現・長岡市）に育つ。本名は長岡 正雄（ながおか まさお）。元与板藩士で、陸軍軍人となり三條中学校の助教諭や、帝国生命保険の書記などを務めた父・茂雄と母・マツの間に6人兄弟（男4人・女2人）の長子、長男として生まれた。1924年（大正13年）に獨協中学校（旧制中学校）を卒業し、茂雄がのめりこんでいた影響で演劇（新劇）の世界に足を踏み入れる（茂雄も演者として舞台に立っていたようである）。同年に『ヴェニスの商人』で初舞台を踏んだ。茂雄の演劇への入れ込みようは激しく、その為に身代が傾きかけ、息子（三島の弟）を奉公に出す羽目に陥ったほどである。逆に言えば、その傾倒ぶりが後の三島の演技に大きく作用したとも言える。また三島は小山内薫とも親交があったと言われる。
1928年（昭和3年）、小山内の築地小劇場に加わるが、翌年の1929年（昭和4年）に小山内が急死。指導者の居なくなった小劇場では内紛がおき、それに三島も巻き込まれていった。同年、三島は小劇場から分裂した新築地劇団に入団した。1930年（昭和5年）、法政大学独文科を中退。法政では関口存男の薫陶を受ける。
1934年（昭和9年）には新協劇団の創設に参加、『夜明け前』や『火山灰地』の舞台で頭角を現していった。しかし、左翼志向の強い劇団で芝居を続けていたため、当時の政府による弾圧を受けて何度も検挙されていた。1940年（昭和15年）、新協劇団が政府の強い弾圧により強制解散され、劇団員の三島らは投獄される。出獄後の1942年（昭和17年）、井上正夫が主宰する井上演劇道場に入った。
戦後は第2次新協劇団や泉座などに在籍、交流のある劇団の客演などもこなしていたが、1956年（昭和31年）に東山千栄子らに請われて劇団俳優座に入団した。『死せる魂』など数多くの舞台に立ち名演を見せた。1958年（昭和33年）、舞台の代表作である『幽霊はここにいる』の演技で週刊読売演劇演技賞を受賞。1964年（昭和39年）には俳優座第63回公演『東海道四谷怪談』の按摩宅悦の演技で芸術祭奨励賞を受賞した（なおこの時の芸術祭賞は長岡輝子、同じ芸術祭奨励賞を南美江、赤岡都、劇団東演、劇団三期会が受賞している）。
1935年（昭和10年）に『女優と詩人』で映画に初出演し、戦前は東宝映画を中心に出演。戦後も数多くの作品に出演、温厚な父親から時代劇での悪役、三枚目など演技幅は広く、独特な存在感と個性的な演技で名脇役となった。舞台俳優としての出演作品の数は多く（俳優座関連では田中邦衛・東野英治郎に次いで多い）、その数は300本に及ぶ。また怪優とも言われた。
1973年、死去。

### 家族
1928年に築地小劇場の舞台に出演した時、共演者の女優・飯島綾子と出会う。共演を重ねるうちに恋仲になり、結婚に踏み込むが、周囲の反対にあい結婚は困難を極めた。それでも8年間交際を続け、1936年（昭和11年）10月に結婚した。しかし、三島は思想弾圧の悪化で何度も投獄されていたため綾子の実家が激怒、やむなく離婚することとなった。1940年に投獄された際に、綾子はそのせいで心労が重なり、十数年後に病死している。
井上演劇道場在籍中に同劇場で知り合った女性と再婚。その女性との間に1947年（昭和22年）、一女（舞台女優・三島千枝、本名：長岡せい）を儲けている。

## 出演作品

### 舞台（俳優座以前）
- 桜の園（1945年、新劇合同公演） - ローバーヒン 役
- 破戒（1948年、民衆芸術劇場）
- 自由学校（1951年、地球座）
- みんな我が子（1953年、泉座）

### 舞台（俳優座）
- 幽霊はここにいる（1958年、1970年） - 大庭三吉 役
- 桜の園（1960年、1963年） - ピーシチク 役
- セチュアンの善人（1960年、1963年、1966年）
- 夜の来訪者（1962年）
- ハムレット（1964年） - 内大臣 役
- 東海道四谷怪談（1964年、1968年） - 按摩宅悦 役
- ファウスト（1965年） - 道化、俄か富豪 役
- 追究 アウシュヴィッツの歌（1967年）
- クルヴェット天から舞いおりる（1967年）
- コーカサスの白墨の輪（1968年）
- プンティラの旦那と下僕マッティ（1971年）

など

### 映画

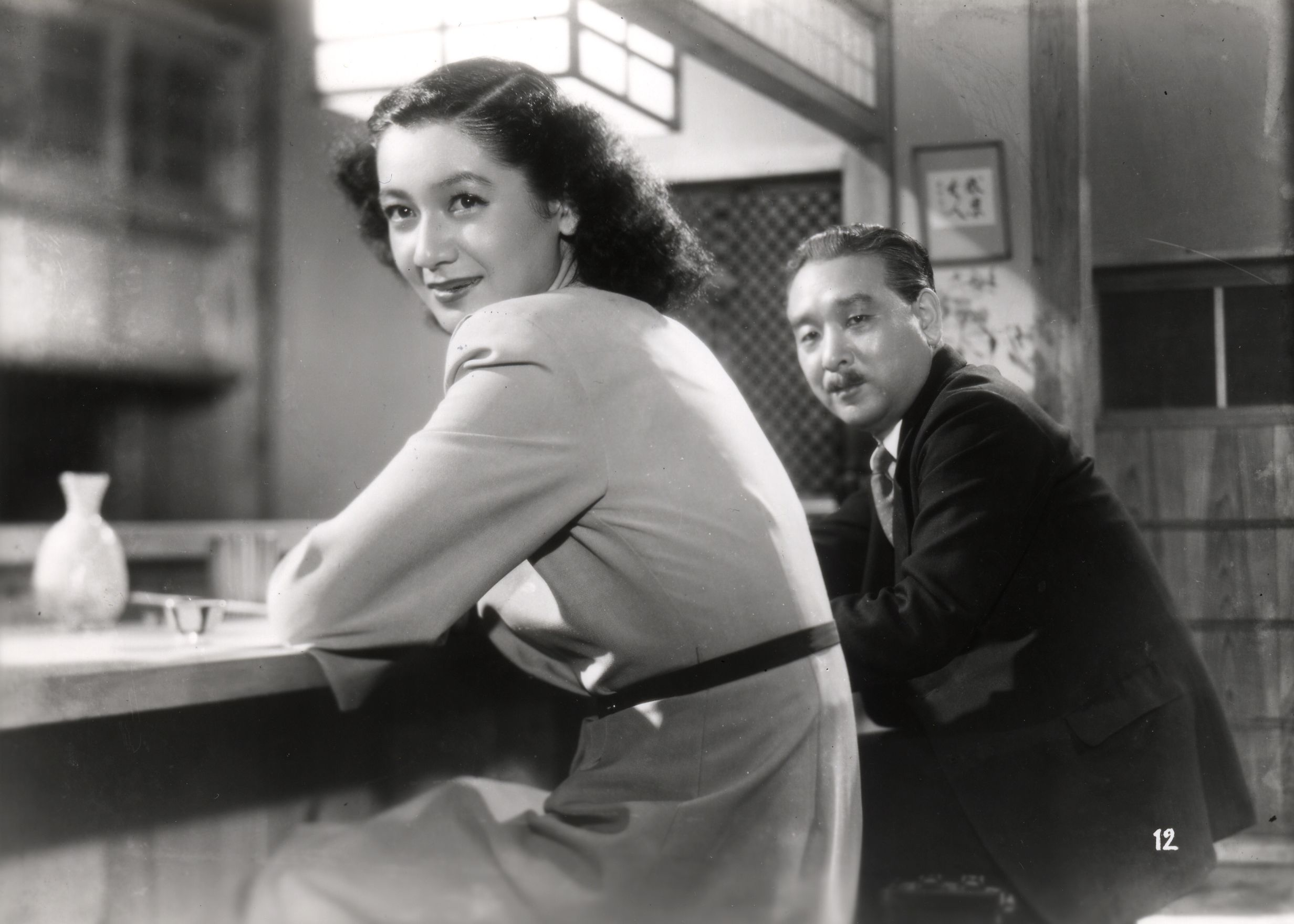
『晩春』（1949年）

太字はキネマ旬報ベストテンにランクインした作品
- 女優と詩人（1935年、P.C.L.） - 役者 役
- 乙女ごころ三人姉妹（1935年、P.C.L.） - 六区の不良 役
- 三色旗ビルディング（1935年、P.C.L.） - 職人平吉 役
- 妻よ薔薇のやうに（1935年、P.C.L.）- 鼻緒が切れた女の子の父親 役
- 噂の娘（1935年、P.C.L.） - 理髪店の主人 役
- 桃中軒雲右衛門（1936年、P.C.L.） - 倉田 役
- 彦六大いに笑ふ（1936年、P.C.L.） - 酔漢 役
- 雪崩（1937年、P.C.L.） -  小柳 役
- お嬢さん（1937年、P.C.L.） - 教頭先生 役
- 綴方教室（1938年、東宝） - 丹野さん 役
- 忠臣蔵（1939年、東宝） - 土屋相模守 役
- 奥村五百子（1940年、東宝） - 堀内文治郎 役
- 多甚古村（1940年、東宝） - 浪花節の泥てき 役
- 雷撃隊出動（1944年、東宝） - 航空隊主計長 役
- 女優（1947年、東宝） - 楽屋番平助 役
- 王将（1948年、大映） - ワンタン屋新蔵 役
- 女の一生（1949年、東宝） - 大貫 役
- 春の戯れ（1949年、東宝） - 徳兵衛 役
- 晩春（1949年、松竹） - 小野寺譲 役
- 青い山脈（1949年、東宝） - 井口甚蔵 役
- われ幻の魚見たり（1950年、大映） - 八蔵 役
- てんやわんや（1950年、松竹） - 玉松勘左ヱ門 役
- 七色の花（1950年、東横映画） - 近藤 役
- 暴力の街（1950年） - 大西 役
- 風にそよぐ葦（1951年、東横映画） - 児玉医博
- 銀座化粧（1951年、新東宝）- 藤村安蔵 役
- にっぽんGメン 不敵なる逆襲（1951年、東映） - バアの主人小野 役
- 鞍馬天狗シリーズ（松竹）※大曾根辰保監督版
  - 鞍馬天狗 角兵衛獅子（1951年） - 西郷吉之助 役
  - 鞍馬天狗 天狗廻状（1952年） - 宗像左近 役
- 大江戸五人男（1951年、松竹） - 近藤登之助 役
- 薩摩飛脚（1951年、松竹） - 瑞海坊主 役
- 母なれば女なれば（1952年、キヌタプロダクション） - 長島 役
- 箱根風雲録（1952年、新星映画）
- 出世鳶（1952年、松竹） - 五郎兵衛 役
- 魔像（1952年、松竹） - 魚心堂 役
- おかあさん（1952年、新東宝） - 正子の夫良作 役
- 弥太郎笠（1952年、新東宝） - お神楽の大八 役
- 真空地帯（1952年、新星映画） - 立沢准尉 役
- 江戸いろは祭（1953年、松竹） - 赤羽根主膳 役
- 加賀騒動（1953年、東映） - 前田中将吉徳 役
- 鞍馬天狗シリーズ（東映）※萩原遼監督版
  - 鞍馬天狗 疾風雲母坂（1953年） - 来島荘三郎 役
  - 逆襲!鞍馬天狗（1953年） - 鹿塩東蔵 役
- 鬼伏せ街道（1953年、東映） - 役人後藤平馬 役
- ひろしま（1953年、日教組）－被爆者を診察する医者 役
- 唐人お吉（1954年、北星） - 井上信濃守 役
- 謎の黄金島（1954年、東映） - 後藤三右衛門 役
- 泥だらけの青春（1954年、日活） - 後藤重役 役
- 太陽のない街（1954年、新星映画） - 古屋専務 役
- 沓掛時次郎（1954年、日活） - 下野屋与兵衛 役
- かくて夢あり（1954年、日活） - 堤弁護士 役
- 伝七捕物帖 人肌千両（1954年、松竹） - 大野柳斉 役
- 恋しぐれ 浅間の火祭（1954年、東映） - 子分六太郎 役
- 人生劇場 望郷篇（1954年、東映） - 呑み込みの半助 役
- 忠臣蔵 花の巻・雪の巻（1954年、松竹） - 大野九郎兵衛 役
- からたちの花（1954年、日活） - 浜口館長 役
- 地獄の剣豪　平手造酒（1954年、日活） - 飯岡助五郎 役
- 警察日記（1955年、日活） - 石割署長 役
- 次郎長遊侠伝 秋葉の火祭り（1955年、日活） - 黒駒勝蔵 役
- 六人の暗殺者（1955年、日活） - 勝麟太郎 役
- 愛のお荷物（1955年、日活） - 山内博士 役
- 風雲将棋谷（1955年、東映） - 仏骨和尚 役
- 王将一代（1955年、新東宝） - 後援会長西村 役
- 狼（1955年、近代映画協会） - 東洋生命支社営業課長 役
- 復讐の七仮面（1955年、東映） - 岡戸庄平 役
- 暴力街（1955年、東映） - 議員 役
- 続・警察日記（1955年、日活） - 岩熊署長 役
- スラバヤ殿下（1955年、日活） - 谷川雄三 役
- 次郎長遊侠伝　秋葉の火祭り（1955年、日活） - 黒駒勝蔵 役
- 月夜の傘（1955年、日活） - 村井隆吉 役
- 湯の町椿（1955年、日活）
- 天下の若君漫遊記　前篇・変幻出没の巻（1955年、日活） - 熊木道玄 役
- 天下の若君漫遊記　後篇・風雲高倉城の決戦（1955年、日活） - 熊木道玄 役
- 三等社員と女秘書（1955年、新東宝） - 青柳社長 役
- 源義経（1955年、東映） - 覚日 役
- 赤穂浪士 天の巻・地の巻（1956年、東映） - 丸岡朴庵 役
- 長脇差奉行（1956年、東映） - 稲葉弥左衛門 役
- 旗本退屈男 謎の幽霊船（1956年、東映） - 尚貞王 役
- 怪異宇都宮釣天井（1956年、新東宝） - 鍵屋甚兵衛 役
- 森は生きている（1956年、民藝） - 老兵士 役
- 台風騒動記（1956年、山本プロ） - 川合釜之助 役
- 鼠小僧忍び込み控 子の刻参上（1957年、東映） - 小笠原長門守 役
- 朱雀門（1957年、大映） - 酒井忠義（所司代） 役
- 鳳城の花嫁（1957年、東映） - 松平安房守 役
- 源氏九郎颯爽記 濡れ髪二刀流（1957年、東映） - 狐小僧佐平 役
- ゆうれい船（1957年、東映） - 鬼夜叉 役
- 直八子供旅（1958年、東映） - 法印の庄兵衛 役
- 怪猫からくり天井（1958年、東映） - 秋沢筑後 役
- 丹下左膳（1958年、東映） - 柳生対馬守 役
- 赤い陣羽織（1958年、松竹） - 宇右衛門 役
- 点と線（1958年、東映） - 石田部長 役
- 浅間の暴れん坊（1958年、東映） - 上尾の佐兵衛 役
- 素晴しき男性（1958年、日活） - 土屋喬太 役
- 新吾十番勝負（1959年、東映） - 黒田綱政 役
- 第五福竜丸（1959年、近代映画協会） - 清川博士 役
- 忠臣蔵 櫻花の巻・菊花の巻（1959年、東映） - 柳沢吉保 役
- 右門捕物帖シリーズ（東映）
  - 右門捕物帖 片目の狼（1959年） - 玄庵 役
  - 右門捕物帖 卍蜘蛛（1962年） - 歌川巨泉 役
  - 右門捕物帖 紅蜥蜴（1962年） - 上総屋太左衛門 役
- 人間の壁（1959年、山本プロ） - 直木薬局店主 役
- キクとイサム（1959年、大東映画） - 座長さん 役
- あばれ街道（1959年、東映） - 雁金屋文蔵 役
- 東京の孤独（1959年、日活） - 星野社長 役
- 俺は挑戦する（1959年、日活） - 高見耕三 役
- 男なら夢を見ろ（1959年、日活） - 笹塚刑事 役
- ゆがんだ月（1959年、日活） - 立花豊 役
- 人間の條件 第1・2部（1959年、松竹） - 所長黒木 役
- 情炎（1959年、大映） - 善兵衛 役
- 千代田城炎上 (1959年、大映)　- 将軍家治 役
- 水戸黄門 天下の副将軍（1959年、東映） - 土岐伊予守 役
- 特ダネ三十時間 深夜の挑戦（1959年、東映） - 社会部長 役
- 武器なき斗い（1960年、大東映画） - 巡査部長 役
- 鉄火場の風（1960年、日活） - 球場経理部日守課長 役
- 天下を取る（1960年、日活） - 磯田社長 役
- 水戸黄門（1960年、東映） - 岡部求馬 役
- ろくでなし（1960年、松竹） - 父謙作 役
- 悪人志願（1960年、松竹） - 弥兵衛 役
- 妖刀物語 花の吉原百人斬り（1960年、東映） - 太郎兵衛 役
- 東京の暴れん坊（1960年、日活） - 浅井代議士 役
- あした晴れるか（1960年、日活） - 宮下満 役
- 錆びた鎖（1960年、日活） - 馬場 役
- 海の情事に賭けろ（1960年、日活） - 牧浩太郎 役
- 若さま侍捕物帳（1960年、東映） - 唐金屋総右衛門 役
- 新吾二十番勝負（1960年、東映） - 酒井讃岐守 役
- 富士に立つ若武者（1961年、東映） - 北条時政 役
- 豚と軍艦（1961年、日活） - 組長・日森 役
- 雁の寺（1962年、大映） - 北見慈海 役
- 天下の御意見番（1962年、東映） - 青山図書頭 役
- 切腹（1962年、松竹） - 稲葉丹後 役
- お坊主天狗（1962年、東映） - 本多越中守 役
- 若者に夢あり（1962年、日活） - 小沼重太郎 役
- 歌え若人達（1963年、松竹） - 平山教授 役
- 青い山脈（1963年、日活） - 井口甚蔵 役
- 忍者秘帖 梟の城（1963年、東映） - 今井宗久 役
- 白と黒（1963年、東宝） - 村松 役
- 残菊物語（1963年、松竹） - 朝日座の頭取 役
- 右京之介巡察記（1963年、東映） - 遠山内記 役
- 新・忍びの者（1963年、大映） - 徳川家康 役
- 関東遊侠伝（1963年、日活） - 千羽己之吉 役
- 丹下左膳 (1963年、松竹)
- 獣の戯れ（1964年、大映） - 寛仁和尚 役
- 間諜（1964年、東映） - 作爺 役
- 仇討（1964年、東映） - 小川光兵衛 役
- 徳川家康（1965年、東映） - 織田信秀 役
- 波影（1965年、東宝） - 泊の和尚 役
- 悪魔のようなすてきな奴（1965年、東映） - 一本松雷太 役
- 四谷怪談（1965年、東宝） - 宅悦 役
- 悪太郎伝　悪い星の下でも（1965年、日活） - 天台院の和尚 役
- 泣かせるぜ（1965年、日活） - 三宅 役
- 若親分喧嘩状（1966年、大映）
- 旗本やくざ（1966年、東映） - 酒井丹波守 役
- 若親分乗り込む（1966年、大映） - 吉村少佐 役
- アジア秘密警察（1966年、日活）
- 夜のバラを消せ（1966年、日活） - 津守広茂 役
- 私、違っているかしら（1966年、日活） - 田村荘一 役
- 座頭市海を渡る（1966年、大映） - 権兵衛 役
- 上意討ち 拝領妻始末（1967年、東宝） - 柳瀬三左兵衛 役
- 千曲川絶唱（1967年、東京映画） - 東京の町医者 役
- 若親分千両肌（1967年、大映）
- 不信のとき（1968年、大映）- 小柳幾造　役
- だれの椅子？（1968年、日活） - 牧師 役
- 日本の青春（1968年、東宝） - 作者の声
- 日本残侠伝（1969年、日活） - 角芳の旦那 役
- 遊侠三国志　鉄火の花道（1969年、日活） - 大寺常造 役
- 新・男はつらいよ（1970年、松竹） - 吉田 役
- 幻の殺意（1971年、東宝） - 輪島正太郎 役
- 暁の挑戦 (1971年、新国劇、フジテレビ)
- いのちぼうにふろう（1971年、東宝） - 徳兵衛 役

### テレビの出演作品
- 東芝日曜劇場（TBS）
  - 第75話「椎茸と雄弁」（1958年）
  - 第103話「マンモスタワー」（1958年）
  - 第255話「壬申の乱」（1961年） - 語り
  - 第677話「針 この小さきもの」（1969年）
- ダイヤル110番（NTV）
  - 第49話「愚者の街」（1958年）
  - 第139話「黒い円周」（1960年）
  - 第153話「黄金町駐在所」（1960年）
  - 第216話「7号室の女」（1961年）
- ここに人あり 第56話「忘れられた灯」（1958年、NHK）
- 夫婦百景（NTV）
  - 第15話「関白亭主とその妻」（1958年）
  - 第27話「子のない夫婦」（1958年）
  - 第72話「腕白女房」（1959年）
- 好太郎アワー / 入札（1959年、NET）
- 山一名作劇場 / 聊斎志異（1959年、NTV）
- 雑草の歌（NTV）
  - 第71話「明るい瞳」（1959年）
  - 第135話「父の寝言」（1960年）
- 日立劇場（KR）
  - 第2話「蝶の夢」（1959年）
  - 第7話「祈祷」（1959年）
  - 第21話「夜にげ」（1960年）
- スリラー劇場・夜のプリズム 第48話「摂氏零」（1959年、NTV）
- この空の下に 第11話「汚点」（1960年、NTV）
- お好み日曜座 / 鍵守り男（1960年、NHK）
- サンヨーテレビ劇場 / 正義派（1960年、KR）
- 戦争 第8話「姉」（1960年、CX）
- 人生うらおもて 第7話「白い狐」（1960年、NTV）
- 灰色のシリーズ 第36話「白い手袋」（1961年、NHK）
- 夜の十時劇場 / 夜の波紋（1961年、CX）
- 近鉄金曜劇場（TBS）
  - あらくれ（1961年）
  - 足摺岬（1962年）
  - 愛のともしび（1965年）
- NECサンデー劇場 / グラビアの顔（1961年、MBS）
- 日立ファミリーステージ / 隣の老女（1961年、TBS）
- 坊つちやん（1965年、CX） - 狸 役
- 部長刑事 第371話「七つの道具」（1965年、ABC）
- おかあさん（TBS）
  - 第321話「鶴の港」（1966年）
  - 第393話「舞供養」（1967年）
- シオノギテレビ劇場（CX）
  - 鶴八鶴次郎（1966年）
  - 巷談本牧亭（1966年）
- ナショナルゴールデン劇場（NET）
  - 逃亡（1966年）
  - 黄色いトマト（1973年） - 大熊鉄五郎 役 ※遺作
- 木下恵介劇場・木下恵介アワー（TBS）
  - 記念樹（1966年）
  - 今年の恋（1967年） - 相川一作 役
  - おやじ太鼓（1968年） - 大手 役
  - 3人家族（1968年） - 柴田耕作 役
  - 二人の世界（1970年） - 沖田 役
  - 太陽の涙（1971年） - 小川 役
- 三匹の侍 第4シリーズ 第14話「新宿七福神」（1967年、CX） - 五郎兵衛 役
- 氷壁（1967年、日本テレビ）
- 泣いてたまるか 第52話「先生勇気を出す」（1967年、TBS）
- 剣（NTV）
  - 第34話「瓦版ねずみ小僧」（1967年） - 相州屋久蔵 役
  - 第41話「神隠し」（1968年）
- お庭番 第17 - 20話「みな殺しの唄」（1968年、NTV）
- お吟さま（1968年、NET） - 千利休 役
- プレイガール 第7話「女が命を賭けるとき」（1969年、12CH）
- NTVグランド劇場 / 竹千代と母（1970年、日本テレビ） - 水野忠政
- 北條政子（1970年、NET）
- 柳生十兵衛（1970年 - 1971年、CX） - 沢庵宗彭
- 天皇の世紀（1971年、TBS） - 徳川斉昭
- 大忠臣蔵（1971年、NET） - 奈良屋茂左衛門

### 声の出演
- 安寿と厨子王丸（1961年、東映動画） - 鬼倉陸奥守 役[4]
- 太陽の王子 ホルスの大冒険（1968年、東映動画） - 村長 役[5]
- ちびっ子レミと名犬カピ（1970年、東映動画） - ビタリス 役

### 吹き替え
一時期、アルフレッド・ヒッチコックの作品『ヒッチコック・サスペンス』シリーズの日本放映でヒッチコック本人の吹き替えを担当していた。これは、三島の顔がヒッチコックと非常に似ているという理由で選抜されたという。